# Incunabula
Albums de Autechre
Cavity Job
(1991) Anti EP
(1994)
Incunabula est le premier album du groupe anglais de musique électronique Autechre, sorti sur le label Warp Records en 1993. Il s'agit également du 7e album de la série de disques Artificial Intelligence.

## Pistes
| 1.    | Kalpol Introl | 3:18  |
| 2.    | Bike          | 7:57  |
| 3.    | Autriche      | 6:53  |
| 4.    | Bronchus 2    | 3:33  |
| 5.    | Basscadet     | 5:23  |
| 6.    | Eggshell      | 9:01  |
| 7.    | Doctrine      | 7:48  |
| 8.    | Maetl         | 6:32  |
| 9.    | Windwind      | 11:15 |
| 10.   | Lowride       | 7:15  |
| 11.   | 444           | 8:55  |
| 78:04 |               |       |